# Конклав
Конкла́в (від лат. con claudere (замикати разом), хоча часто вважається, що походить від лат. cum clave (під ключем)) — збори, на яких кардинали-виборці, кожен з яких теоретично має шанси бути обраним, обирають папу Римського. З метою запобігти впливу на хід обрання кардиналів ззовні, процедура виборів відбувається в ізольованому від зовнішнього світу приміщенні, яке відкривають лише після обрання папи. Сьогодні конклави проводяться у Сикстинській капелі.
Вибори проводять двічі на день закритим голосуванням. Для обрання кандидат повинен набрати дві третини голосів плюс один голос. Після кожного голосування від спалювання бюлетенів з димаря над Сикстинською капелою піднімається темний дим. Про обрання нового понтифіка зовнішньому світові сповіщають білим димом, додаючи до вогню солому.
Такий спосіб вибору Папи був розроблений під час Другого Ліонського собору і встановлений папою Григорієм Х в 1274.

## Історія

### Розвиток способів папських виборів
На сьогодні точно не відомо, як проходили перші вибори єпископів, але можна припустити, що найперші з них обиралися апостолами і їхніми найближчими соратниками. Пізніше ця форма виборів змінилася на ту, під час якої право обирати єпископа мали священники та громада єпархії, разом з найстаршими єпископами сусідніх (найчастіше залежних сільських) єпархій. Святий Кіпріан Карфагенський писав, що папа Корнелій був обраний «у згоді з установами Бога і Його Церкви, свідченнями майже всього кліру, собором старших за віком єпископів (sacerdotum) і добрими людьми». Правом активного вибору було наділене римське духовенство, але вони обирали римського єпископа не звичайною подачею голосів, а найчастіше консенсусом або акламацією. Після цього кандидат мав бути представлений громаді для схвалення. Така не досить ясна процедура призводила до частих непорозумінь і появ антипап, особливо після того, як папство почало грати вагому роль не тільки в церковному житті.
У 769 році Латеранський Синод скасував обов'язкову згоду народу для вибору папи, але Римський Синод 862 повернув це право римській аристократії. В цей час вибір римського первосвященника залежав насамперед від імператорів Священної Римської імперії. Реакцією на це стало видання в 1059 році папою Миколаєм II декрету In nomine Domini, за яким правом обирати папу наділялися лише кардинали-єпископи за чисто формальної згоди громади. Латеранський Синод 1139 року встановив, що навіть така згода іншого кліру і народу не потрібна.
Більшу частину Середньовіччя кардиналів було не багато, а за часів папи Олександра IV їхня кількість зменшилась лише до семи. Через важку та довгу подорож до місця проведення конклаву прибувала значно менша кількість кардиналів, ніж їх було загалом. Така маленька кількість виборників призводила до того, що кожен голос мав велику вагу, а політичні впливи на голосування тільки посилювалися. Конклави могли тривати місяцями і навіть роками. Довготривале міжцарювання після смерті Климента IV в 1268 році, що тривало 2 роки і було припинене лише через втручання святого Бонавентури, примусила новообраного папу Григорія Х та Другий Ліонський собор встановити правила, за якими під час виборів кардинали мали бути зачинені, а, якщо вони були неспроможні обрати нового єпископа Риму протягом трьох-восьми днів, то їхній раціон обмежувався. Такі жорсткі правила не дуже подобалися кардиналам і папа Іоанн XXI тимчасово їх призупинив. Але відомий своєю набожністю бенедиктинець П'єтро Анджелеріо зміг вмовити кардиналів змінити свою позицію і 1294 року його обрали папою. Він прийняв ім'я Целестина V. Видавши три булли (Quia in futurum від 29 вересня 1294, Pridem від 27 жовтня 1294 року та Constitutionem від 10 грудня 1294 року), що повернули правила Григорія Х, Целестин V відрікся від престолу і в 1313 році був канонізований.

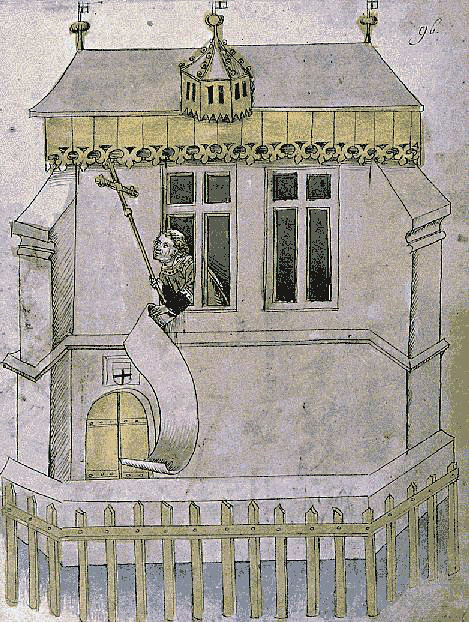
Конклав 1415 року (під час Констанцького собору), після закінчення якого вперше використано вислів «Habemus Papam»

Після смерті французького папи Григорія XI в 1378 році народ Риму здійняв повстання і добився обрання італійського папи — Урбана VI. Але його жорстокість та різні політичні суперечки призвели до того, що французькі та деякі інші кардинали втекли до Фонді, де проголосили обрання папи Урбана VI незаконним і обрали відомого кардинала і проповідника Робера Женевського антипапою під ім'ям Климента VII. Таким чином виявилося два папи — законний у Римі та антипапа в Авіньйоні. Кожен з них мав своїх щиро відданих прихильників, що були впевнені в законності «свого» папи. Ця ситуація ускладнилась тим, що Собор в Пізі в 1409 році, намагаючись розв'язати проблему, позбавив престолу обидвох пап-суперників і обрав свого. Тож претендентів стало троє. Ця схизма отримала назву Великого розколу Заходу. Ситуація вирішилась лише тоді, коли папа Григорій XII зрікся, а обидва антипапи були позбавлені престолу в 1415 році Констанцьким собором (1414–1418). Під час цього ж собору зібрався конклав, до якого було введено представників усіх католицьких націй. Конклав обрав папу Мартина V. На цьому розкол закінчився, а на майбутнє собор був позбавлений права обирати папу або змінювати порядок виборів.

### Вимоги до кандидатів
Спочатку обраним римським єпископом, як і будь-яким іншим, міг бути навіть новонавернений (як, наприклад, Святий Амвросій Медіоланський, архієпископ Міланський). Пізніше, під час проблем зв'язаних з обранням антипапи Констянтина II, на Римському Синоді 769 р. папа Сергій III встановив, що за римським духовенством зберігається право обирати римського єпископа, але лише з кардиналів-пресвітерів або кардиналів-дияконів (це перша чітка згадка про кардиналів). Миколай II встановивши, що правом вибору наділені тільки кардинали-єпископи, вирішив, що обиратися папа мав насамперед саме з римського кліру (хоча кардинали не були повністю зв'язані цими правилами). 1179 року Третій Латеранський собор повернув старі правила щодо кандидатів в римські єпископи, дозволивши обиратися будь-якому неодруженому чоловікові-католику. Останнім папою, що був обраний не з кардиналів, був Урбан VI. Хоча в новітній час були свідчення про те, що на конклаві 1958 року декілька голосів набрав Джованні Монтіні, архієпископ Міланський, що на той ще не був кардиналом.
Хоча папа Римський є насамперед римським єпископом він не обов'язково має бути не тільки римлянином, але й навіть італійцем. Папа Бенедикт XVI, наприклад, німець, а Іван-Павло II — поляк. В часи Римської імперії та Середньовіччя було багато пап з різних частин світу — греки, сирійці, німці та ін. Але після Адріана VI обраного в 1522 році, що був уродженцем Нідерландів, але німцем за етнічним походженням (тому вважається папою-німцем), всі папи походили з областей, що складають сьогоднішню Італію аж до обрання Івана Павла II в 1978 році.

### Встановлення більшості
До того, як Третій Латеранський собор в 1179 встановив, що для обрання папи необхідна більшість у дві третини голосів виборників, тоді як раніше потрібна була проста більшість. Така зміна сталася через ситуацію, яка склалася коли папою був обраний Олександр III в 1159 році. Тоді Оттавіано ді Монтечелло за підтримки імператора Священної Римської імперії виступив проти обраного чіткою більшістю голосів Олександра III і звернувся до народу, щоб той проголосив його папою. За час свого понтифікату Олександру III прийшлося боротися з чотирма антипапами, яких підтримували ті чи інші кардинали. Канон І Третього Латеранського собору проголошував:
Хоча нашими попередниками були видані достатньо ясні едикти щодо того, як уникнути суперечностей при виборах Римського Понтифіка, але поскільки часто ставалось що після цих виборів, через зухвалість дурної гордині, церква зазнавала серйозної схизми, також і ми, з поради наших братів і зі згоди священного собору, задля запобігання цього зла, маємо постановити, що дещо має бути додано в ці попередні постанови. Через це ми постановляємо, що якщо станеться так, що ворог посіє незгоду серед кардиналів і серед них не буде повної згоди відносно того, кого потрібно обрати понтифіком, і дві частини з них прийдуть до згоди, а третя відмовиться погодитися з ними, або буде мати намір висунути зі своїх рядів іншого кандидата, то нехай тоді єпископ, що був обраний та визнаний двома частинами буде прийнятий Вселенською церквою. Але, якщо хтось, довірившись вибору третьої частини, сам узурпує ім'я єпископа, на яке він в дійсності не може претендувати, то нехай і він, і ті, хто визнають його, будуть відлучені від церкви і нехай будуть покарані тим, що будуть залишені без причастя, окрім самого останнього; і поки вони не повернуться на шлях мудрості, нехай буде їм уготована доля Датана і Абірама, яких живцем поглинула земля. Крім того, якщо хтось буде обраний на Апостольський престол менше, ніж двома третинами, то до тих пір, поки на його обрання не погодиться більша кількість і не настане більша згода, то нехай він ніяким чином не вважається обраним, і якщо він сам не побажає смиренно відступитися, то нехай зазнає вищезазначеної кари. Але, нехай від цієї постанови не виникне збиток канонічним інститутам та іншим церквам, в яких має перемогти точка зору простої більшості мудрішої частини. Тому, що якщо у них виникнуть якісь розбіжності, то вони можуть бути вирішені постановою суду вищої влади, але римська церква і римський двір — особливий випадок, оскільки тут не можна звернутися за допомогою ні до кого вищого.

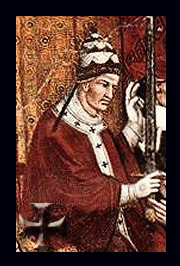
Папа Олександр III

Були встановлені складні процедури проведення виборів та кардиналам заборонялося голосувати на свій розсуд. В 1945 папою Пієм XII процедура була спрощена, але встановлена необхідна більшість в дві третини плюс один голос. Папа Іван Павло II повернув необхідну більшість в дві третини та дозволив кардиналам в 1996 у випадку, якщо вони не можуть обрати папу протягом 30 турів і при цьому кількість голосів що бракує до необхідної більшості перевищує сім, обрати його абсолютною більшістю голосів після звернення до кардиналів-єпископів.
Вибори могли проходити акламацією, компромісом або таємною подачею голосів. Коли кардинали використовували процедуру акламації, то вважалося, що вони обирають папу quasi afflati Spiritu sancto (за натхненням Святого Духа). Якщо ж колегія голосувала через компроміс, то вона обирала спеціальну комісію, що обирала кандидата, а останні кардинали його затверджували. Останній раз коли використовувалася процедура акламації було обрання Григорія XV в 1621 році, а компромісом — Іоанна XXII в 1316 році. Тепер, єдиною дозволеною процедурою є таємна подача голосів.

### Світський вплив
За довгу історію папських виборів часто велику роль грали світські впливи. Нижче вказані найважливіші приклади таких впливів.

#### Римський та Візантійський
Деякий час римські імператори мали достатньо вагомий вплив на вибори римських єпископів. Коли в 418 році виникла суперечка між папою Боніфацієм І та претендентом Евлалієм, вони обидва звернулися до імператора Гонорія. Гонорій, підтримавши Боніфація І, встановив, що, якщо виникнуть нові суперечки щодо вибору папи Римського, то потрібно проводити нові вибори. Але ця норма ніколи не застосовувалась.
Після падіння Західної Римської імперії можливість впливу на папські вибори перейшла до остготських королів. 532 року папа Іоанн II визнав їхнє право затверджувати обраного римського єпископа. Після того, як, своєю чергою, наприкінці 530-х років, зникло остготське королівство, це право перейшло до візантійських імператорів. Згідно з процедурою, після смерті папи про це мав бути повідомлений екзарх Равенни, який, своєю чергою, повідомляв візантійського імператора. Коли, новий папа був обраний він посилав посланців до імператора з проханням про затвердження. Він не міг здійснювати своїх повноважень до цього. Через те, що така подорож продовжувалась довго папа Бенедикт II випрохав у імператора Костянтина IV право вступати у володіння престолом без попередньої згоди візантійських імператорів. З часу понтифікату Папи Римського Захарії імператори навіть спеціально не повідомлялися про обрання папи.

#### Священної Римської імперії
З X ст. вплив на вибори пап отримала Священна Римська імперія. Тоді, як перші два імператори — Карл І Великий і Людовик I Благочестивий напряму не втручалися у вибори, Лотар I встановив, що папські вибори не можуть відбуватися без послів імператора. Після серії бунтів, що прокотилися Римом папа Іоанн IX мусив для свого захисту в 898 році визнати особливу опіку імператорів Священної Римської імперії.
Коли в 1059 році папа Миколай II видав декрет In nomine Domini, він формально визнав особливе право імператора бути спеціально повідомленим про вибір кардиналів. Але навіть таку формальність скасував Григорій VII під час боротьби за інвеституру. 1119 року це було визнано Священною Римською імперією через підписання Вормського конкордату.

#### Авіньйонський полон пап
Під час конфлікту між папством і французьким королем Філіпом IV Красивим папою Римським був обраний французький кардинал, архієпископ Бордо Бертран де Го під ім'ям Климента V. 1309 року він переніс свою резиденцію до міста Авіньйон, що було оточене французькими володіннями. Цей період, який продовжувався до 1378 року і часто також називався «Авіньйонським полоном», характеризувався значним впливом політики королів Франції на папство і одночасним посиленням й вдосконаленням адміністративного апарату Святого престолу. В цей час були проведені важливі реформи в римській курії та колегії кардиналів, які мали вплив на весь наступний розвиток папства.

#### Право вето
Починаючи з XVI ст., деякі католицькі нації отримали так зване право вето. Згідно з неофіційною практикою кожна держава мала лише одну можливість використати це право через кардинала, що її представляв. Вето не можливо було використати проти вже обраного кандидата і воно традиційно накладалося, якщо якийсь кандидат набирав значну кількість голосів, але ще не був обраний, перед наступним туром голосування.
Після зникнення Священної Римської імперії німецької нації право вето перейшло до Австрії, як її наступниці. Останній випадок використання цього права стався, коли кардинал Пузина де Козелсько на конклаві 1903 року від імені австрійського імператора наклав вето на кандидатуру кардинала Маріано Рамполли (він отримав 29 з 60 голосів під час туру голосування) і 55 голосами папою був обраний кардинал Сарто. Пій Х одразу ж після обрання заборонив практику вето (апостольська конституція Commissum nobis від 20 січня 1904), встановивши, що кардинал, який від імені свого уряду використає це право, може бути відлучений від церкви або залишений без причастя.
| Конклав                         | Держава, що наклала вето | Особа, що представляла цю державу          | Проти кого було накладене вето                  | Обраний папа                               |
| 8 лютого 1621—9 лютого 1621     | Іспанія                  | —                                          | Кардинал Франсуа Марі Бурбон                    | Григорій XV (Алессандро Людовізі)          |
| 9 серпня 1644—15 вересня 1644   | Іспанія Франція          | Жиль Каррілло де Альборноц Джуліо Мазаріні | Джуліо Чезаре Сакетті Джованні Баттіста Памфілі | Іннокентій Х (Джованні Баттіста Памфілі)   |
| 18 січня 1655—7 квітня 1655     | Іспанія                  | —                                          | Джуліо Чезаре Сакетті                           | Олександр VII (Фабіо Кіджі)                |
| 20 грудня 1669—29 квітня 1670   | Франція                  | —                                          | Бенедетто Одескалькі                            | Климент X (Еміліо Альт'єрі)                |
| 9 жовтня 1700—23 листопада 1700 | Франція                  | —                                          | Галеаццо Марескотті                             | Климент XI (Джованні Франческо Альбані)    |
| 31 березня 1721—8 травня 1721   | Священна Римська імперія | Міхал Алтан                                | Фабріціо Паолуччі                               | Іннокентій XIII (Мікеланджело деі Конті)   |
| 5 березня 1730—7 квітня 1730    | Іспанія                  | Корнеліо Бентівольйо                       | Джузеппе Ренато Імперіалі                       | Климент XII (Лоренцо Корсіні)              |
| 18 лютого 1740—17 серпня 1740   | Іспанія                  | Трояно Аквавіва д'Араґона                  | П'єр Марчелліно Коррадіні                       | Бенедикт XIV (Просперо Лоренцо Ламбертіні) |
| 15 травня 1758—6 липня 1758     | Франція                  | —                                          | Карло Альберто Гвідобоно Кавалькіні             | Климент XIII (Карло делла Торре Реццоніко) |
| 5 жовтня 1774—15 лютого 1775    | Франція                  | —                                          | Джованні Карло Боскі                            | Пій VI (Джованні Анджело Браскі)           |
| 1 грудня 1799—14 березня 1800   | Священна Римська імперія | Франтішек де Паула Ґрзан з Гаррасу         | Карло Беллісомі Гіацинт Сіґізмонд Ґерділь       | Пій VII                                    |
| 2 вересня 1823—28 вересня 1823  | Австрія                  | Джузеппе Альбані                           | Антоніо Ґабрієле Северолі                       | Лев XII (Аннібале делла Дженґа)            |
| 24 лютого 1829—31 березня 1829  | Франція                  | —                                          | Джузеппе Альбані                                | Пій VIII                                   |
| 14 грудня 1830—2 лютого 1831    | Іспанія                  | Хуан Франціско Марко-і-Каталан             | Джакомо Джустініані                             | Григорій XVI (Мауро Альберто Капелларі)    |
| 18 лютого 1878—20 лютого 1878   | Франція                  | —                                          | Луїджі Марія Біліо                              | Лев XIII (Джоаккіно Печчі)                 |
| 31 липня 1903—4 серпня 1903     | Австро-Угорщина          | Ян Пузина                                  | Маріано Рамполла дель Тіндаро                   | Св. Пій Х (Джузеппе Мелькіоре Сарто)       |

## Процедури проведення конклаву
В історії папських виборів були часті випадки, коли вони продовжувались дуже довго, заходячи у глухий кут. Коли таке ставалося, влада місць, де проводились вибори, часто примусово зачиняла кардиналів в якомусь відведеному місці. Цей метод, наприклад, використовувався містом Перуджею в 1216 році і містом Римом в 1241 році. Після смерті Климента IV в 1268 році до такого методу довелося вдатись мешканцям міста Вітербо. Кардинали були зачинені у єпископському палаці. Коли кардинали були досі не в змозі обрати папу, мешканці міста відмовились відсилати їм будь-яку їжу, крім хліба та води. Після цього жителі міста, під впливом святого Бонавентури, розібрали дах єпископського палацу і лише після цього кардинали обрали папу Григорія Х. Загалом період вакантного престолу тривав більше двох років.
Для того, щоб унеможливити повторення таких ситуацій папа Григорій Х впровадив нові жорсткі правила, за якими кардинали мали бути ізольованими у спеціально відведеному приміщенні. Вони не мали права на окремі кімнати і у разі, якщо були дуже слабкі мали право на лише одного слугу. Їжа мала подаватися крізь спеціальне вікно; після трьох днів конклаву їхній раціон обмежувався лише однією стравою на день, після п'яти днів — лише хлібом і водою. Увесь час, поки проходив конклав, жоден кардинал не міг отримувати будь-які прибутки. 1562 року папа Пій IV випустив буллу, якою встановлювалися інструкції, щодо бюлетенів та процедури проведення голосування. Папа Григорій XV в 1621 випустив буллу Aeterni Patris, якою внормував виборчий процес та іншою буллою, в 1622 році, встановив церемонії, що мають бути виконані за голосування.
Місце проведення конклаву не було встановленим до XIV ст., коли, з часу Великого розколу Заходу, він завжди почав проводитись в Римі (окрім конклаву 1800 року, який через окупацію Риму наполеонівськими військами проводився у Венеції). У самому Римі конклави проводилися у різних місцях. До 1846 року вони найчастіше проходили в Квирінальському палаці, але в зв'язку з приєднанням Риму до Італійського королівства в 1871 році конклави завжди проводяться в Сикстинській капелі Апостольського палацу.
В 1996 році папою Іваном Павлом II була видана апостольська конституція Universi Dominici Gregis, якою регулюються питання папських виборів і скасовуються всі більш ранні документи, що регулювали це питання. Згідно з цією конституцією кардинали тепер живуть в спеціальному Domus Sanctæ Marthæ (Домі св. Марти). Хоча часто роздаються голоси, що право обирати папу має бути передано Синоду або Вселенському собору, та конституція чітко встановлює конклав, як єдино можливий тепер спосіб обрання верховного первосвященника. Навіть, якщо смерть папи настане під час проведення Синоду або Вселенського собору, його засідання мають бути призупинені до обрання нового папи.

### Смерть папи

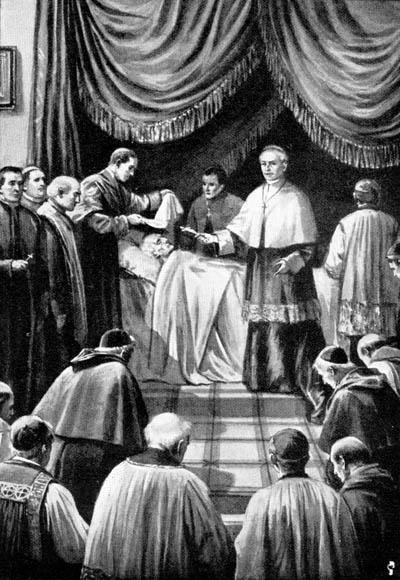
Кардинал-камерленг оголошує смерть папи

Смерть папи Римського має бути затверджена кардиналом-камерленгом, який раніше також мав тричі бити срібним молоточком по лобі померлого. Але протягом двадцятого століття ця церемонія не використовувалась і папа Іван Павло II встановив, що кардинал має лише тричі покликати померлого його хресним ім'ям у присутності папського церемоніймейстера, прелатів, секретаря та канцлера Апостольської палати. Після цього, камерленг забирає Перстень Рибалки і знищує його в присутності колегії кардиналів. Раніше це робилося для унеможливлення підробки документів.
Під час вакантності престолу окремі повноваження переходять до Колегії кардиналів, засідання якої веде кардинал-декан. Всі кардинали мають бути присутні на засідання загальної конгрегації, окрім тих, які є хворими та тих, кому виповнилося 80 років (хоча вони можуть бути присутніми за своїм бажанням). Партикулярна конгрегація, що займається щоденними справами церкви складається з кардинала-камерленга та трьох кардиналів-помічників — одного кардинала-єпископа, одного кардинала-пресвітера і одного кардинала-диякона. Кардинали-помічники переобираються кожні три дні.
Конгрегації мають зробити відповідні приготування, щодо похоронів папи, які традиційно відбуваються в проміжку з чотирьох до шести днів для того, щоб паломники могли попрощатися з померлим папою. Після смерті папи настає дев'ятиденний період жалоби (лат. novemdiales). Також конгрегації встановлюють час проведення виборів, які мають відбуватися в проміжку між 15 та 20 днями після смерті понтифіка.
Вакантність престолу також може ставати через зречення Папи. Такі випадки історії відомі, але вони є дуже рідкісними. Так, до 2013 року, останнім Папою, який зрікся престолу, був Григорій XII в 1415 році. Але 11 лютого 2013 року Папа Бенедикт XVI на черговій консисторії у Ватикані офіційно оголосив про зречення престолу за станом здоров'я.

### Початок голосування

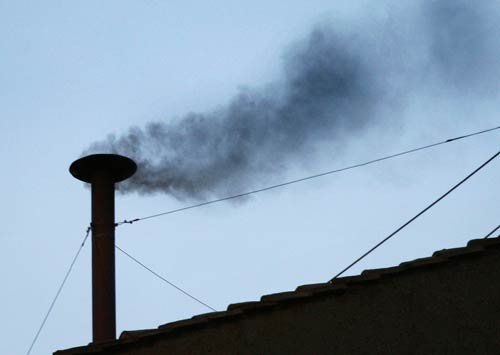
Чорний дим у Сикстинській каплиці означає, що не було дві третини

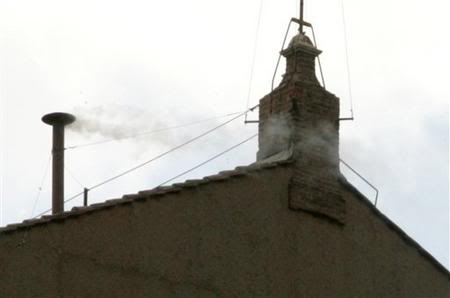
Білий дим символізує обрання нового папи

Вранці дня визначеного Колегією кардиналів відбувається меса Proeligendo Pontifice (лат. Для вибору Понтифіка) в Базиліці св. Петра. Ця меса традиційно очолюється кардиналом-деканом і супроводжується проповіддю. Пізніше, вдень, кардинали очолювані кардиналом-деканом збираються в Паолінській капелі і з гімном Veni Creator Spiritus вирушають до Сикстинської капели. Після того, як вони займають свої місця в капелі кардинали-виборці складають присягу такого змісту:
Nos omnes et singuli in hac electione Summi Pontificis versantes Cardinales
electores promittimus, vovemus et iuramus inviolate et ad unguem Nos esse
fideliter et diligenter observaturos omnia quae continentur in Constitutione
Apostolica Summi Pontificis Ioannis Pauli II, quae a verbis " Universi
Dominici Gregis " incipit, data die xxii mensis Februarii anno MCMXCVI. Item
promittimus, vovemus et iuramus, quicumque nostrum, Deo sic disponente,
Romanus Pontifex erit electus, eum munus Petrinum Pastoris Ecclesiae
universae fideliter exsecuturum esse atque spiritualia et temporalia iura
libertatemque Sanctae Sedis integre ac strenue asserere atque tueri numquam
esse destiturum. Praecipue autem promittimus et iuramus Nos religiosissime
et quoad cunctos, sive clericos sive laicos, secretum esse servaturos de iis
omnibus, quae ad electionem Romani Pontificis quomodolibet pertinent, et de
iis, quae in loco electionis aguntur, scrutinium directe vel indirecte
respicientibus; neque idem secretum quoquo modo violaturos sive perdurante
novi Pontificis electione, sive etiam post, nisi expressa facultas ab eodem
Pontifice tributa sit, itemque nulli consensioni, dissensioni, aliique
cuilibet intercessioni, quibus auctoritates saeculares cuiuslibet ordinis et
gradus, vel quivis hominum coetus vel personae singulae voluerint sese
Pontificis electioni immiscere, auxilium vel favorem praestaturos.
| (Ми, кардинали, що мають право голосу і присутні на виборах Верховного Понтифіка обіцяємо і клянемося, кожен окремо і всі разом, вірно і доскіпливо виконувати приписи апостольської конституції Верховного Понтифіка Івана Павла II «Universi Dominici Gregis», що була оприлюднена 22 лютого 1996. Ми обіцяємо і клянемося, що той, хто божественним образом буде обраний Верховним Понтифіком вірно присвятить себе виконанню munus Petrinum обов'язків пастиря Вселенської церкви «і буде постійно утверджувати та захищати духовні і світські права і свободи Святого Престолу.» Особливо ми клянемося додержуватися таємниці перед всіма людьми, як мирянами так і духовними, відносно всього, що торкається виборів Римського Понтифіка, а також відбувається під час церемонії виборів і що якимось чином може впливати на результат голосування. Ми обіцяємо і клянемося ніяким чином не розголошувати цієї таємниці, як під час, так і після виборів нового Понтифіка, якщо на це не буде виняткового дозволу нового Понтифіка. Ми обіцяємо і клянемося не терпіти будь-якого втручання або протидії виборам з боку мирян чи представників якихось орденів або груп, що намагаються втручатися у процес вибору Римського Понтифіка.) |

Кардинал-декан читає текст присяги вголос, а виборники підходять до Євангелія, яке розташоване в центрі капели, згідно з порядком старшинства і, покладаючи на нього руку, вимовляють:
Et ego [prænomen] Cardinalis [nomen] spondeo, voveo ac iuro. Sic me Deus adiuvet et haec sancta Dei Evangelia, quae manu mea tango.
(лат. І я, [ім'я] Кардинал [прізвище] обіцяю, присягаю і клянусь. Нехай допоможе мені Бог і це святе Боже Євангеліє, якого я торкаюсь моєю рукою)
Після того, як складання присяги завершується, Папський обер-церемоніймейстр (Магістр папських літургійних урочистостей) підходячи до дверей Сикстинської капели і зачиняючи їх, проголошує: «Extra omnes!» (прибл. «Всі геть!»). Загалом, кардиналам читаються дві проповіді. Перша перед конклавом (найчастіше за день), а друга вже перед самим голосуванням. На конклаві 2005 року першу проповідь проголошував отець-капуцин Ран'єро Канталемесса, тодішній проповідник Папського дому. А проповідь безпосередньо перед голосуванням — кардинал Томаш Шпідлік, який не мав права голосу.
Після того, як церковнослужитель, визначений для проповіді перед голосуванням, закінчує її, та після закінчення молитов, кардинал-декан питає присутніх кардиналів щодо зауважень та побажань до процедури. Після розв'язання всіх організаційних питань починаються самі вибори. Кардинали, що запізнилися до початку виборів мають бути допущені. Хворі кардинали також мають право полишити конклав і пізніше приєднатися до нього, але кардинал, що полишає конклав з інших, аніж хвороба, причин, не має повертатись.
Кожен кардинал-виборщик може мати двох, або, у випадку хвороби — трьох помічників, чи конклавістів. До конклаву також допускаються секретар Колегії кардиналів, папський оберцеремоніймейстер, два церемоніймейстери, служителі Папської ризниці та церковнослужитель, що допомагає Декану Колегії кардиналів. Допускаються священники-сповідники, двоє лікарів та визначений штат служителів для допомоги та ведення господарства. Конклавісти та інші служителі також присягають зберігати таємницю папських виборів. Їм та кардиналам забороняється будь-яке спілкування із зовнішнім світом. Порушення цього правила карається відлученням від церкви latae sententiae. Також забороняється присутність засобів масової інформації та сторонніх спостерігачів.

### Хід голосування

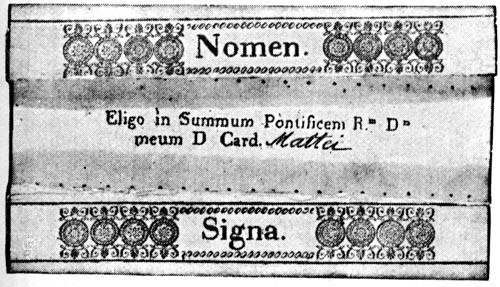
Копія виборчого бюлетеня старого зразка

Під час першого дня конклаву може бути проведене одне голосування. Якщо під час першого голосування ніхто не обраний, або голосування першого дня конклаву не проводилося, кожного наступного дня має проводитись по чотири тури голосування: два вранці і два увечері. Якщо протягом трьох днів голосування ніхто не обраний, процес має бути призупинений на один день для молитов та звернення до Колегії старшого кардинала-диякона. Після семи безуспішних турів голосування процес призупиняється знову, але вже зі зверненням старшого кардинала-пресвітера. І, якщо, навіть після семи наступних турів папа не обраний, процес призупиняється для звернення старшого кардинала-єпископа (найчастіше, декана Колегії). Після наступних семи безуспішних турів голосування кардинали можуть вибрати один з наступних шляхів: або кардинали зменшують кількість кандидатів до двох, що набрали більше голосів під час попереднього туру голосування, або обрати папу абсолютною більшістю голосів. Але ні за яких умов кардинали не можуть зменшити необхідну кількість голосів більш ніж до абсолютної більшості.
Виборчий процес поділяється на три частини: pre-scrutinium, scrutinium та post-scrutinium. Під час першої частини церемоніймейстри готують необхідні для голосування бюлетені з написом — Eligo in Summum Pontificem (від лат. Обираю у Верховні Первосвященники) та роздають їх кожному кардиналу (не менше ніж по двоє кожному). Як тільки починається сама процедура голосування, папський обер-церемоніймейстр, церемоніймейстери та секретар Колегії кардиналів полишають приміщення, яке закриває молодший кардинал-диякон. Після чого він же витягає за жеребом дев'ять імен кардиналів: троє складають рахункову комісію, троє Infirmarii, і троє ревізорів. Вони обираються на весь час конклаву.
Коли всі попередні процедури закінчено, починається частина під назвою scrutinium. Під час неї кардинали-виборщики у порядку старшинства підходять до вівтаря де стоять члени рахункової комісії зі своїми бюлетенями. Перед подачею свого бюлетеня кожен кардинал вимовляє присягу: «Testor Christum Dominum, qui me iudicaturus est, me eum eligere, quem secundum Deum iudico eligi debere.» (лат. Свідок Христос Господь, який є моїм суддею, що я віддаю свій голос тому, хто, перед Богом вважаю, має бути обраним). Якщо кардинал-виборщик знаходиться в капелі, але не може підійти, щоб вкинути свій бюлетень, то останній в переліку членів рахункової комісії підходить до нього і забирає бюлетень. Якщо ж кардинал не може покинути свою кімнату для участі у голосуванні, до нього приходять Infirmarii з бюлетенями і урною. Після того, як Infirmarii повертаються з бюлетенями кардиналів, що проголосували, кількість цих бюлетенів підраховується для гарантії, що вона збігається з кількістю немічних кардиналів-виборщиків. Присяга вимовляється кардиналами лише під час першого туру голосування. Бюлетені не підписуються. До 1945 року кардинали підписували свої бюлетені і згортали та запечатували їх так, щоб імені не було видно. Але тепер бюлетені просто згортаються удвоє. До 1621 року не існувало спеціальної присяги перед голосуванням і бюлетені використовувались не завжди. Часто голосування проходило усно.
До 1621 року існувала лише присяга таємності, що проголошувалася перед закриттям дверей конклаву. Папа Григорій XV увів додаткову присягу перед кожною ранковою та кожною вечірньою сесіями. Таким чином він намагався спонукати кардиналів не голосувати «з люб'язності», а голосувати за реалістичного, прохідного кандидата на престол. Завдяки реформам Григорія XV 1621 і 1622 років була створена чітка система папських виборів, яка в своїй основі збереглася до сьогодні. Найсуттєвішою зміною в правилах голосування було скасування вимоги підписання кардиналами своїх бюлетенів. Це правило було скасовано папою Пієм XII в 1945 році.
Після того, як всі кардинали проголосують, перший член рахункової комісії перемішує контейнер, витягає та рахує бюлетені. Якщо кількість поданих бюлетенів і кількість кардиналів, що голосували, не збігається, всі бюлетені не читаються і спалюються. Якщо ж ніяких проблем з кількістю немає, то голоси підраховуються. Перший з членів рахункової палати розгортає бюлетені. Кожен член рахункової комісії записує ім'я кандидата, що в бюлетені, а останній — також проголошує це ім'я в голос. Всі голоси кардиналів складаються і ревізори перевіряють всі списки, щоб не було помилок. Після оголошення остаточних результатів бюлетені спалюються членом рахункової комісії за допомогою секретаря Колегії та церемоніймейстерів. У випадку, коли в першому турі сесії кардинали не можуть обрати папу, вони переходять до другого негайно, і бюлетені спалюються лише після другого туру. У випадку, коли ніхто не обраний, дим з печі іде чорний (раніше до нього додавалася мокра солома, а з 1958 року — спеціальні хімікалії, а саме суміш перхлорату калію, антрацену і сірки), якщо ж новий римський єпископ обраний, то йде білий дим, для утворення якого додають бертолетову сіль, лактозу і каніфоль. Тепер, для унеможливлення непорозумінь, білий дим також супроводжується звуком дзвонів.

### Проголошення результатів

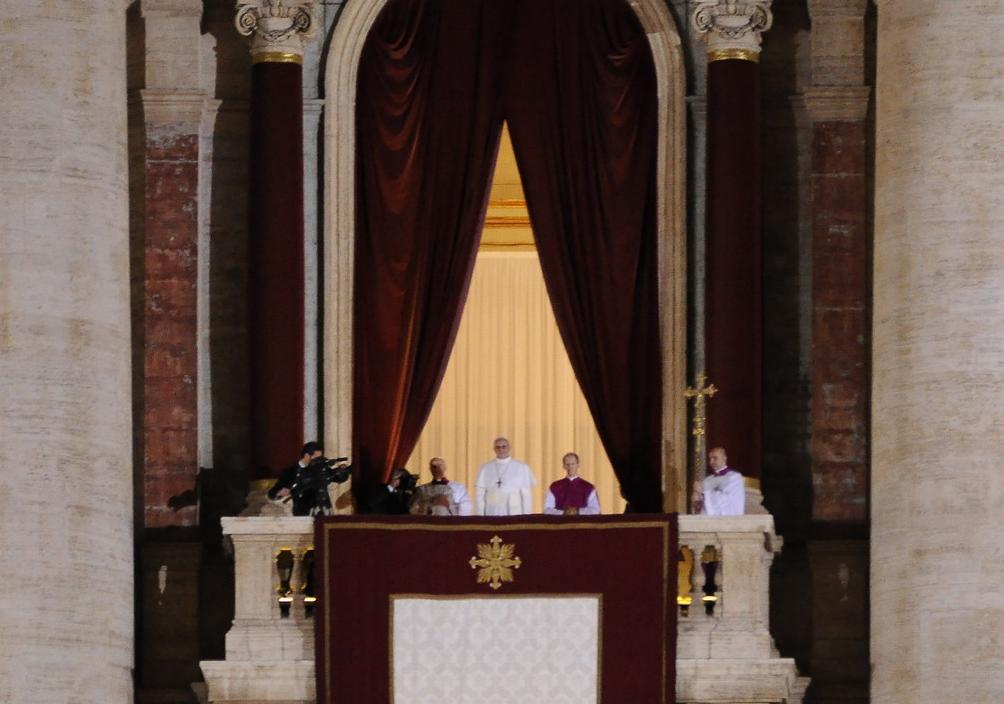
Новий понтифік Франциск на бенедиктинській лоджії Собору святого Петра у день виборів.

Після того, як остаточні результати успішного голосування проголошуються, молодший кардинал-декан викликає в приміщення для голосування секретаря Колегії кардиналів і папського оберцеремоніймейстера. А кардинал-декан питає у новообраного папи: «Acceptasne electionem de te canonice factam in Summum Pontificem?» («Чи приймаєш канонічний вибір тебе Верховим Первосвященником?»). Обраний відповідає — «accepto» або «non accepto» (раніше, також, існувала традиція, згідно з якою над місцем кожного кардинала був підвішений спеціальний балдахін, і коли результати проголошувались, то всі балдахіни опускалися, окрім балдахіна кардинала, що був обраний папою. Але через збільшення кількості кардиналів ця традиція була анульована). Останнім кардиналом, про якого достовірно відомо, що він вже набрав достатню кількість голосів і при цьому відмовився, був Святий Карл Борромео.
Якщо папою римським обраний не єпископ, то кардинал-декан має надати йому єпископське свячення (або, якщо обраний навіть не священник, він має отримати від декана всі ступені священства по черзі). У випадку, коли кардинал-декан не може виконувати свої функції, за нього це робить субдекан.
Також новообраний папа оголошує своє нове ім'я, після того, як кардинал-декан питає у нього: «Quo nomine vis vocari?» («Яким ім'ям хочеш, щоб тебе звали?»). Ця традиція встановилась в 533 році, коли Іоанн II, справжнє ім'я якого було Меркурій, вирішив, що воно не підходить для римського єпископа. Остаточно така практика склалася з Х ст. Останнім папою, що використав своє хресне ім'я, був Марцелл II — Марчелло Червіні. Після цього папський оберцеремоніймейстер виготовляє спеціальний документ з ім'ям новообраного папи.
Після означених процедур папа вирушає до так зв. «кімнати плачу» (лат. camera lacrimatoria), невеликої кімнати червоного кольору біля Сикстинської капели, де має вибрати білу рясу з білим пілеолусом, роше та моцетту з представлених там трьох розмірів. Також він одягає червону розшиту столу, і виходить до кардиналів в капелі. Там він приймає від них вияви поваги.
Коли кардинали закінчують вітати новообраного папу, кардинал-протодиякон виходить на центральну лоджію Базиліки св. Петра і проголошує:
| Annuntio vobis gaudium magnum: Habemus Papam! Eminentissimum ac Reverendissimum Dominum, Dominum [ім'я], Sanctæ Romanæ Ecclesiæ Cardinalem [прізвище], qui sibi nomen imposuit [тронне ім'я]. | («Я оголошую вам велику радість: Ми маємо папу! Високопреосвященнійшого і найдостойнішого пана, пана [ім'я], Кардинала Святої Римської церкви [прізвище], який взяв собі ім'я [тронне ім'я].») |

Якщо ж папою, як це не раз бувало раніше, обраний сам кардинал-протодиякон, то за нього оголошення має зробити наступний старший кардинал-диякон. Теж саме відбувається у разі неможливості кардиналом-протодияконом виконувати свої функції.
Після оголошення на лоджію виходить сам новообраний папа і надає своє перше благословіння «Urbi et Orbi» (Місту і світу). Раніше, через деякий час після обрання проводилася папська коронація, яку тепер замінила інтронізація або інавгурація.

## Перелік конклавів

### XIII століття
| Конклав                            | Тривалість             | Особа, що була обрана             | Папа                 | Тривалість понтифікату             |
| 29 листопада 1268 — 1 вересня 1271 | 2 роки 9 місяців 3 дні | Теобальдо Вісконті O. Cist.       | Блаженний Григорій Х | 1 вересня 1271 — 20 січня 1276     |
| 20 січня 1276 — 21 січня 1276      | 2 дні                  | П'єтро де Тарантазія O. P.        | Святий Іннокентій V  | 21 січня 1276 — 22 червня 1276     |
| 2 липня 1276 — 11 липня 1276       | 9 днів                 | Оттобоно Фієскі                   | Адріан V             | 11 липня 1276 — 18 серпня 1276     |
| 19 серпня 1276 — 20 вересня 1276   | 1 місяць 1 день        | Педро Жуліані                     | Іоанн XXI            | 20 вересня 1276 — 20 травня 1277   |
| 30 травня 1277 — 25 листопада 1277 | 5 місяців 26 днів      | Джованні Ґаетано Орсіні, O. S. B. | Миколай III          | 25 листопада 1277 — 22 серпня 1280 |
| 22 вересня 1280 — 22 лютого 1281   | 5 місяців              | Симон де Бріон                    | Мартин IV            | 22 лютого 1281 — 28 березня 1285   |
| 29 березня 1285 — 2 квітня 1285    | 5 днів                 | Джакомо Савеллі                   | Гонорій IV           | 2 квітня 1285 — 3 квітня 1287      |
| 4 квітня 1287 — 22 лютого 1288     | 9 місяців 18 днів      | Джироламо Масеї де Асколі, O.F.M. | Миколай IV           | 22 лютого 1288 — 4 квітня 1292     |
| 5 квітня 1292 — 5 липня 1294       | 2 роки 3 місяці        | П'єтро дель Мурроне, O.S.B.       | Святий Целестин V    | 5 липня 1294 — 10 грудня 1294      |
| 23 грудня 1294 — 24 грудня 1294    | 2 дні                  | Бенедетто Ґаетані                 | Боніфацій VIII       | 24 грудня 1294 — 11 жовтня 1303    |

### XIV століття
| Конклав                           | Тривалість             | Особа, що була обрана      | Папа                  | Тривалість понтифікату           |
| 21 жовтня 1303 — 22 жовтня/1303   | 2 дні                  | Нікколо Боккасіні, O. P.   | Блаженний Бенедикт XI | 22 жовтня 1303 — 7 липня 1304    |
| Липень 1304 — 5 червня 1305       | 11 місяців             | Бертран де Ґо              | Климент V             | 5 червня 1305 — 20 квітня 1314   |
| 1 травня 1314 — 7 вересня 1316    | 2 роки 4 місяці 6 днів | Жак Дюез                   | Іоанн XXII            | 7 вересня 1316 — 4 грудня 1334   |
| 13 грудня 1334 — 22 грудня 1334   | 9 днів                 | Жак Фурньє, O. Cist.       | Бенедикт XII          | 22 грудня 1334 — 25 квітня 1342  |
| 5 травня 1342 — 7 травня 1342     | 3 дні                  | П'єр Роже де Бофор         | Климент VI            | 7 травня 1342 — 6 грудня 1352    |
| 16 грудня 1352 — 18 грудня 1352   | 3 дні                  | Етьєнн Обер                | Іннокентій VI         | 18 грудня 1352 — 12 грудня 1362  |
| 22 грудня 1362 — 28 грудня 1362   | 6 днів                 | Ґійом де Ґрімоар, O. S. B. | Святий Урбан V        | 28 грудня 1362 — 19 вересня 1370 |
| 29 вересня 1370 — 30 грудня 1370  | 3 місяці 1 день        | П'єр Рожерії               | Григорій XI           | 30 грудня 1370 — 27 березня 1378 |
| 7 квітня 1378 — 8 квітня 1378     | 2 дні                  | Бартоломео Пріньяно        | Урбан VI              | 8 квітня 1378 — 15 жовтня 1389   |
| 25 жовтня 1389 — 2 листопада 1389 | 8 днів                 | П'єтро Томачеллі           | Боніфацій IX          | 2 листопада 1389 — 1 жовтня 1404 |

### XV століття
| Конклав                               | Тривалість | Особа, що була обрана          | Папа            | Тривалість понтифікату             |
| 12 жовтня 1404 — 17 жовтня 1404       | 5 днів     | Козма де Мільйораті            | Іннокентій VII  | 17 жовтня 1404 — 6 листопада 1406  |
| 18 листопада 1406 — 30 листопада 1406 | 12 днів    | Анджело Коррер                 | Григорій XII    | 30 листопада 1406 — 4 липня 1415   |
| 8 листопада 1417 — 11 листопада 1417  | 3 дні      | Одо Колонна                    | Мартин V        | 11 листопада 1417 — 20 лютого 1431 |
| 2 березня 1431 — 3 березня 1431       | 2 дні      | Ґабрієль Кондульмер, O. S. A.  | Євгеній IV      | 3 березня 1431 — 23 лютого 1447    |
| 4 березня 1447 — 6 березня 1447       | 3 дні      | Томазо Паретучеллі, O. P.      | Миколай V       | 6 березня 1447 — 25 березня 1455   |
| 4 квітня 1455 — 8 квітня 1455         | 4 дні      | Альфонсо де Борха (Борджа)     | Калікст III     | 8 квітня 1455 — 6 серпня 1458      |
| 16 серпня 1458 — 19 серпня 1458       | 3 дні      | Енеа Сільвіо де Пікколоміні    | Пій II          | 19 серпня 1458 — 15 серпня/1464    |
| 27 серпня 1464 — 30 серпня 1464       | 3 дні      | П'єтро Барбо                   | Павло II        | 30 серпня 1464 — 26 липня 1471     |
| 6 серпня 1471 — 9 серпня 1471         | 3 дні      | Франческо делла Ровере, O.F.M. | Сикст IV        | 9 серпня 1471 — 12 серпня 1484     |
| 26 серпня 1484 — 29 серпня 1484       | 3 дні      | Джованні Баттіста Чібо         | Іннокентій VIII | 29 серпня 1484 — 25 липня 1492     |
| 6 серпня 1492—10 серпня 1492          | 4 дні      | Родріґо Борджа                 | Олександр VI    | 10 серпня 1492—18 серпня 1503      |

### XVI століття
| Конклав                             | Тривалість       | Особа, що була обрана           | Папа          | Тривалість понтифікату            |
| 16 серпня 1503—16 вересня 1503      | 1 місяць         | Франческо Тодескіні-Пікколоміні | Пій III       | 16 вересня 1503—18 жовтня 1503    |
| 31 жовтня 1503—1 листопада 1503     | 2 дні            | Джуліано делла Ровере, O.F.M.   | Юлій II       | 1 листопада 1503—20 лютого 1513   |
| 4 березня 1513—19 березня 1513      | 15 днів          | Джованні ді Лоренцо де Медічі   | Лев X         | 19 березня 1513—1 грудня 1521     |
| 27 грудня 1521—9 січня 1522         | 13 днів          | Адріано Флорізун Бойенс         | Адріан VI     | 9 січня 1522—14 вересня 1523      |
| 1 жовтня 1523—19 листопада 1523     | 1 місяць 18 днів | Джуліано ді Джуліано де Медичі  | Климент VII   | 19 листопада 1523-25 вересня 1534 |
| 11 жовтня 1534—13 жовтня 1534       | 3 дні            | Алессандро Фарнезе              | Павло III     | 13 жовтня 1534—10 листопада 1549  |
| 25 листопада 1549—29 листопада 1549 | 5 днів           | Джованні Марія Чоккі дель Монте | Юлій III      | 29 листопада 1549—25 березня 1555 |
| 5 квітня 1555—7 квітня 1555         | 3 дні            | Марчело Червіні                 | Марцелл II    | 7 квітня 1555—30 квітня 1555      |
| 15 травня 1555—23 травня 1555       | 8 днів           | Джанп'єтро Карафа               | Павло IV      | 23 травня 1555—18 серпня 1559     |
| 5 вересня 1559—26 грудня 1559       | 3 місяця 21 день | Джовання Анджело Медичі         | Пій IV        | 26 грудня 1559—9 грудня 1565      |
| 20 грудня 1565—7 січня 1566         | 18 днів          | Мікеле Ґізлієрі, O. P.          | Святий Пій V  | 7 січня 1566—1 травня 1572        |
| 12 травня 1572—13 травня 1572       | 2 дні            | Уґо Бонкомпаньї                 | Григорій XIII | 13 травня 1572—10 квітня 1585     |
| 21 квітня 1585—24 квітня 1585       | 3 дні            | Фелічі Перетті, O.F.M. Conv.    | Сикст V       | 24 квітня 1585—27 серпня 1590     |
| 7 вересня 1590—15 вересня 1590      | 8 днів           | Джованні Баттіста Кастан'я      | Урбан VII     | 15 вересня 1590—27 вересня 1590   |
| 8 жовтня 1590—5 грудня 1590         | 1 місяць 27 днів | Ніколо́ Сфондраті                | Григорій XIV  | 5 грудня 1590—16 жовтня 1591      |
| 27 жовтня 1591—3 листопада 1591     | 6 днів           | Джованні Антоніо Факінетті      | Іннокентій IX | 3 листопада 1591—30 грудня 1591   |
| 10 січня 1592—30 січня 1592         | 20 днів          | Іпполіто Альдобрандіні          | Климент VIII  | 30 січня 1592—5 березня 1605      |

### XVII століття
| Конклав                         | Тривалість       | Особа, що була обрана          | Папа                    | Тривалість понтифікату            |
| 14 березня 1605—1 квітня 1605   | 18 днів          | Алессандро Оттавіано де Медічі | Лев XI                  | 1 квітня 1605—27 квітня 1605      |
| 8 травня 1605—16 травня 1605    | 8 днів           | Каміло Борґезе                 | Павло V                 | 16 травня 1605—28 січня 1621      |
| 8 лютого 1621—9 лютого 1621     | 2 дні            | Алессандро Людовічі            | Григорій XV             | 9 лютого 1621—8 липня 1623        |
| 19 липня 1623—6 серпня 1623     | 18 днів          | Мафео Барберіні                | Урбан VIII              | 6 серпня 1623—29 липня 1644       |
| 9 серпня 1644—15 вересня 1644   | 1 місяць 6 днів  | Джованні Баттіста Памфілі      | Іннокентій X            | 15 вересня 1644—7 січня 1655      |
| 18 січня 1655—7 квітня 1655     | 3 місяці 20 днів | Фабіо Кіджі                    | Олександр VII           | 7 квітня 1655—22 травня 1667      |
| 2 червня 1667—20 червня 1667    | 18 днів          | Джуліо Роспільйозі             | Климент IX              | 20 червня 1667—9 грудня 1669      |
| 20 грудня 1669—29 квітня 1670   | 4 місяці 9 днів  | Еміліо Альт'єрі                | Климент X               | 29 квітня 1670—22 липня 1676      |
| 2 серпня 1676—21 вересня 1676   | 1 місяць 19 днів | Бенедетто Одескалькі           | Блаженний Іннокентій XI | 21 вересня 1676—12 серпня 1689    |
| 23 серпня 1689—6 жовтня 1689    | 1 місяць 13 днів | П'єтро Вотті Оттобоні          | Олександр VIII          | 6 жовтня 1689—1 лютого 1691       |
| 12 лютого 1691—21 липня 1691    | 5 місяців 9 днів | Антоніо Пін'ятеллі             | Іннокентій XII          | 21 липня 1691—27 вересня 1700     |
| 9 жовтня 1700—23 листопада 1700 | 1 місяць 14 днів | Джованні Франческо Альбані     | Климент XI              | 23 листопада 1700—19 березня 1721 |

### XVIII століття
| Конклав                        | Тривалість        | Особа, що була обрана                             | Папа            | Тривалість понтифікату         |
| 31 березня 1721—8 травня 1721  | 1 місяць 8 днів   | Мікеланджело деі Конті                            | Іннокентій XIII | 8 травня 1721—7 березня 1724   |
| 20 березня 1724—29 травня 1724 | 2 місяці 9 днів   | П'єтро Франческо Орсіні, O. P.                    | Бенедикт XIII   | 29 травня 1724—21 лютого 1730  |
| 5 березня 1730—7 квітня 1730   | 1 місяць 2 дні    | Лоренцо Корсіні                                   | Климент XII     | 7 квітня 1730—6 лютого 1740    |
| 18 лютого 1740—17 серпня 1740  | 5 місяців 31 день | Просперо Лоренцо Ламбертіні                       | Бенедикт XIV    | 17 серпня 1740—3 травня 1758   |
| 15 травня 1758—6 липня 1758    | 1 місяць 22 дні   | Карло Делла Торре Рецонікко                       | Климент XIII    | 6 липня 1758—2 лютого 1769     |
| 15 лютого 1769—19 травня 1769  | 3 місяці 4 дні    | Джованні Віченцо Антоніо Ґанґанеллі, O.F.M. Conv. | Климент XIV     | 19 травня 1769—22 вересня 1774 |
| 5 жовтня 1774—15 лютого 1775   | 4 місяці 10 днів  | Джованні Анджело Бракі                            | Пій VI          | 15 лютого 1775—29 серпня 1799  |
| 1 грудня 1799—14 березня 1800  | 3 місяці 14 днів  | Луїджі Барнаба К'ярамонті, O. S. B.               | Пій VII         | 14 березня 1800—20 серпня 1823 |

### XIX століття
| Конклав                        | Тривалість       | Особа, що була обрана                       | Папа             | Тривалість понтифікату            |
| 2 вересня 1823—28 вересня 1823 | 26 днів          | Аннібале Серматті делла Дженґа              | Лев XII          | 28 вересня 1823—10 лютого 1829    |
| 24 лютого 1829—31 березня 1829 | 1 місяць 7 днів  | Франческо Северіно Кастільйоне              | Пій VIII         | 31 березня 1829—30 листопада 1830 |
| 14 грудня 1830—2 лютого 1831   | 1 місяць 19 днів | Бартоломео Альберто Каппелларі, O.S.B. Cam. | Григорій XVI     | 2 лютого 1831—1 червня 1846       |
| 14 червня 1846—16 червня 1846  | 3 дні            | Джованні Марія Мастаї-Ферретті, T.O.R.      | Блаженний Пій IX | 16 червня 1846—7 лютого 1878      |
| 18 лютого 1878—20 лютого 1878  | 3 дні            | Джоаккіно Віченцо Раффаеле Луїджі Печчі     | Лев XIII         | 20 лютого 1878—20 липня 1903      |

### XX століття
| Конклав                       | Тривалість | Особа, що була обрана             | Папа                 | Тривалість понтифікату         |
| 31 липня 1903—4 серпня 1903   | 5 днів     | Джузеппе Мелькіоре Сарто          | Святий Пій X         | 4 серпня 1903—20 серпня 1914   |
| 31 серпня 1914—3 вересня 1914 | 4 дні      | Джакомо дела К'єза                | Бенедикт XV          | 3 вересня 1914—22 січня 1922   |
| 2 лютого 1922—6 лютого 1922   | 4 дні      | Акілле Ратті                      | Пій XI               | 6 лютого 1922—10 лютого 1939   |
| 1 березня 1939—2 березня 1939 | 2 дні      | Еудженіо Пачеллі                  | Пій XII              | 2 березня 1939—9 жовтня 1958   |
| 25 жовтня 1958—28 жовтня 1958 | 3 дні      | Анджело Джузеппе Ронкаллі, T.O.R. | Святий Іоанн XXIII   | 28 жовтня 1958—3 червня 1963   |
| 19 червня 1963—21 червня 1963 | 3 дні      | Джованні Баттіста Монтіні         | Блаженний Павло VI   | 21 червня 1963—6 серпня 1978   |
| 25 серпня 1978—26 серпня 1978 | 2 дні      | Альбіно Лучані                    | Іван Павло І         | 26 серпня 1978—28 вересня 1978 |
| 14 жовтня 1978—16 жовтня 1978 | 3 дні      | Кароль Юзеф Войтила               | Святий Іван Павло II | 16 жовтня 1978—2 квітня 2005   |

### XXI століття
| Конклав                         | Тривалість | Особа, що була обрана       | Папа         | Тривалість понтифікату          |
| 18 квітня 2005—19 квітня 2005   | 2 дні      | Йозеф Алоїз Ратцінґер       | Бенедикт XVI | 19 квітня 2005—28 лютого 2013   |
| 12 березня 2013—13 березня 2013 | 2 дні      | Хорхе Маріо Бергольйо, S.J. | Франциск     | 13 березня 2013 —21 квітня 2025 |
| 7 травня 2025—8 травня 2025     | 2 дні      | Роберт Френсіс Превост, OSA | Лев XIV      | 8 травня 2025-т.ч.              |